# Atletismo nos Jogos Olímpicos de Verão de 2020 - Lançamento de martelo feminino
O evento do lançamento de martelo feminino nos Jogos Olímpicos de Verão de 2020 ocorreu entre os dias 1 e 3 de agosto de 2021 no Estádio Olímpico. Um total de 31 atletas de 21 nações competiram.

## Formato
O evento continua a usar o formato de duas fases (eliminatórias e final) introduzido em 1936. Nas eliminatórias cada competidora teve direito a três lançamentos para atingir a distância de qualificação de 73,50 metros; se menos de 12 atletas conseguissem, as 12 melhores (incluindo todas as empatadas) avançavam.
Na final, cada atleta teve direito a três lançamentos iniciais; as oito primeiras atletas ao final da terceira rodada receberam três lançamentos adicionais para um total de seis, com o melhor a contar para o resultado final (os lançamentos da fase de qualificação não são considerados para a final).

## Calendário
Horário local (UTC +9)
| 1 de agosto   | 3 de agosto |
| 9:10          | 20:35       |
| ------------- | ----------- |
| Eliminatórias | Final       |

## Medalhistas
| Ouro   | POL Anita Włodarczyk |
| Prata  | CHN Wang Zheng       |
| Bronze | POL Malwina Kopron   |

## Recordes
Antes desta competição, os recordes mundiais, olímpicos e regionais da prova eram os seguintes:
| Tipo | Atleta           | Marca   | Local          | Data                 |
| ---- | ---------------- | ------- | -------------- | -------------------- |
|      | Anita Włodarczyk | 82,98 m | Varsóvia       | 28 de agosto de 2016 |
|      | Anita Włodarczyk | 82,29 m | Rio de Janeiro | 15 de agosto de 2016 |

### Por região
| Região                             | Marca | Atleta              | Nação          |
| ---------------------------------- | ----- | ------------------- | -------------- |
| África                             | 75,49 | Annette Echikunwoke | Nigéria        |
| Ásia                               | 77,68 | Wang Zheng          | China          |
| Europa                             | 82,98 | Anita Włodarczyk    | Polónia        |
| América do Norte, Central e Caribe | 80,31 | DeAnna Price        | Estados Unidos |
| Oceania                            | 74,61 | Lauren Bruce        | Nova Zelândia  |
| América do Sul                     | 73,74 | Jennifer Dahlgren   | Argentina      |

## Resultados

### Eliminatórias
Regra de qualificação: marca padrão de 73,50 m (Q) ou pelo menos as 12 melhores atletas (q) avançam a final.
| Pos. | Grupo | Atleta              | CON                | #1    | #2    | #3    | Marca | Notas |
| ---- | ----- | ------------------- | ------------------ | ----- | ----- | ----- | ----- | ----- |
| 1    | A     | Anita Włodarczyk    | POL Polônia        | 76.99 |       |       | 76.99 | Q     |
| 2    | B     | Wang Zheng          | CHN China          | 71.69 | 74.29 |       | 74.29 | Q,    |
| 3    | A     | Brooke Andersen     | USA Estados Unidos | 71.32 | 74.00 |       | 74.00 | Q     |
| 4    | B     | Camryn Rogers       | CAN Canadá         | 73.97 |       |       | 73.97 | Q     |
| 5    | A     | Alexandra Tavernier | FRA França         | 72.34 | 73.51 |       | 73.51 | Q     |
| 6    | A     | Julia Ratcliffe     | NZL Nova Zelândia  | 73.20 | 68.89 | 70.87 | 73.20 | q     |
| 7    | B     | Gwen Berry          | USA Estados Unidos | 68.51 | 70.28 | 73.19 | 73.19 | q     |
| 8    | B     | Malwina Kopron      | POL Polônia        | 73.06 | x     | x     | 73.06 | q     |
| 9    | B     | DeAnna Price        | USA Estados Unidos | 71.03 | 72.55 | x     | 72.55 | q     |
| 10   | B     | Joanna Fiodorow     | POL Polônia        | 72.32 | x     | x     | 72.32 | q     |
| 11   | B     | Bianca Ghelber      | ROU Romênia        | 69.78 | 70.80 | 71.72 | 71.72 | q     |
| 12   | A     | Sara Fantini        | ITA Itália         | 71.68 | 69.26 | 69.27 | 71.68 | q     |
| 13   | A     | Hanna Malyshchyk    | BLR Bielorrússia   | 70.80 | x     | x     | 70.80 |       |
| 14   | B     | Silja Kosonen       | FIN Finlândia      | 69.01 | 69.59 | 70.49 | 70.49 |       |
| 15   | A     | Luo Na              | CHN China          | 69.86 | 69.62 | x     | 69.86 |       |
| 16   | A     | Hanna Skydan        | AZE Azerbaijão     | 67.93 | x     | 69.57 | 69.57 |       |
| 17   | A     | Zalina Petrivskaya  | MDA Moldávia       | 69.29 | x     | 67.86 | 69.29 |       |
| 18   | A     | Stamatia Scarvelis  | GRE Grécia         | 68.70 | 69.01 | x     | 69.01 |       |
| 19   | A     | Jillian Weir        | CAN Canadá         | 68.55 | x     | 68.68 | 68.68 |       |
| 20   | B     | Laura Igaune        | LAT Letônia        | 68.35 | 68.53 | 66.89 | 68.53 |       |
| 21   | B     | Iryna Klymets       | UKR Ucrânia        | 66.63 | x     | 68.29 | 68.29 |       |
| 22   | B     | Rosa Rodríguez      | VEN Venezuela      | x     | 67.25 | 68.23 | 68.23 |       |
| 23   | B     | Lauren Bruce        | NZL Nova Zelândia  | 67.71 | 66.01 | 66.15 | 67.71 |       |
| 24   | B     | Samantha Borutta    | GER Alemanha       | 57.00 | 67.38 | 66.47 | 67.38 |       |
| 25   | B     | Martina Hrašnová    | SVK Eslováquia     | 66.63 | x     | 66.55 | 66.63 |       |
| 26   | A     | Réka Gyurátz        | HUN Hungria        | x     | x     | 66.48 | 66.48 |       |
| 27   | A     | Tuğçe Şahutoğlu     | TUR Turquia        | 64.23 | 66.06 | 65.66 | 66.06 |       |
| 28   | B     | Nastassia Maslava   | BLR Bielorrússia   | 60.52 | x     | 65.15 | 65.15 |       |
| 29   | A     | Laura Redondo       | ESP Espanha        | x     | x     | 62.42 | 62.42 |       |
| 30   | A     | Iryna Novozhylova   | UKR Ucrânia        | x     | 58.77 | 59.85 | 59.85 |       |
| —    | A     | Krista Tervo        | FIN Finlândia      | x     | x     | x     | NM    |       |

### Final
A final foi disputada em 3 de agosto, às 20:35 locais.
| Pos.              | Atleta              | CON                | #1    | #2    | #3    | #4    | #5    | #6    | Marca | Notas                |
| ----------------- | ------------------- | ------------------ | ----- | ----- | ----- | ----- | ----- | ----- | ----- | -------------------- |
| Medalha de ouro   | Anita Włodarczyk    | POL Polônia        | x     | 76.01 | 77.44 | 78.48 | x     | 77.02 | 78.48 | Recorde da temporada |
| Medalha de prata  | Wang Zheng          | CHN China          | 73.21 | 75.30 | x     | 71.09 | x     | 77.03 | 77.03 | Recorde da temporada |
| Medalha de bronze | Malwina Kopron      | POL Polônia        | x     | 73.09 | x     | 74.11 | 75.49 | 74.59 | 75.49 | Recorde da temporada |
| 4                 | Alexandra Tavernier | FRA França         | 73.54 | x     | 70.81 | 72.64 | x     | 74.41 | 74.41 | Recorde da temporada |
| 5                 | Camryn Rogers       | CAN Canadá         | x     | 74.35 | x     | x     | 71.14 | x     | 74.35 |                      |
| 6                 | Bianca Ghelber      | ROU Romênia        | 70.15 | x     | 74.18 | 70.32 | 71.70 | x     | 74.18 | Recorde pessoal      |
| 7                 | Joanna Fiodorow     | POL Polônia        | x     | 73.09 | 73.46 | x     | 73.83 | x     | 73.83 | Recorde da temporada |
| 8                 | DeAnna Price        | USA Estados Unidos | x     | 72.87 | x     | 72.69 | x     | 73.09 | 73.09 |                      |
| 9                 | Julia Ratcliffe     | NZL Nova Zelândia  | 72.61 | 72.69 | 71.79 | —     | —     | —     | 72.69 |                      |
| 10                | Brooke Andersen     | USA Estados Unidos | 72.16 | x     | x     | —     | —     | —     | 72.16 |                      |
| 11                | Gwen Berry          | USA Estados Unidos | 67.66 | x     | 71.35 | —     | —     | —     | 71.35 |                      |
| 12                | Sara Fantini        | ITA Itália         | 67.55 | 69.10 | 67.91 | —     | —     | —     | 69.10 |                      |

Legenda
| Recorde mundial      | Recorde mundial (World record)               |                       | Recorde africano                      | Recorde africano (African) |                                           | Q | Classificado por posição (Qualified) |
| Recorde olímpico     | Recorde olímpico (Olympic record)            | Recorde da América    | Recorde da América (Americas)         | q                          | Classificado por melhor tempo (Qualified) |   |                                      |
| Melhor marca do ano  | Melhor marca do ano (World leading)          | Recorde asiático      | Recorde asiático (Asian)              | DNS                        | Não largou (Did not start)                |   |                                      |
| Recorde nacional     | Recorde nacional (National record)           | Recorde europeu       | Recorde europeu (European)            | DNF                        | Não terminou (Did not finish)             |   |                                      |
| Recorde pessoal      | Recorde pessoal do atleta (Personal best)    | Recorde da Oceania    | Recorde da Oceania (Oceania)          | DSQ / DQ                   | Desclassificado (Disqualified)            |   |                                      |
| Recorde da temporada | Recorde da temporada do atleta (Season best) | Recorde sul-americano | Recorde sul-americano (South America) | NM                         | Sem marca (No mark)                       |   |                                      |